# Grimaldi Lines
Grimaldi Euromed è una compagnia di navigazione italiana attiva nel settore del trasporto marittimo sotto il marchio Grimaldi Lines.
La compagnia, che è prima in Italia per stazza lorda della flotta, è interamente controllata dal Gruppo Grimaldi e opera nell'ambito del trasporto di persone e merci principalmente da e per i porti del Mar Mediterraneo. Il marchio "Grimaldi Lines" compare su tutte le navi della flotta ma non è esclusivo di Grimaldi Euromed, venendo impiegato anche dall'italiana Grimaldi Deep Sea, dalla statunitense Atlantic Container Line e dalla maltese Malta Motorways Of The Sea, tutte controllate dal Gruppo Grimaldi.

## Storia

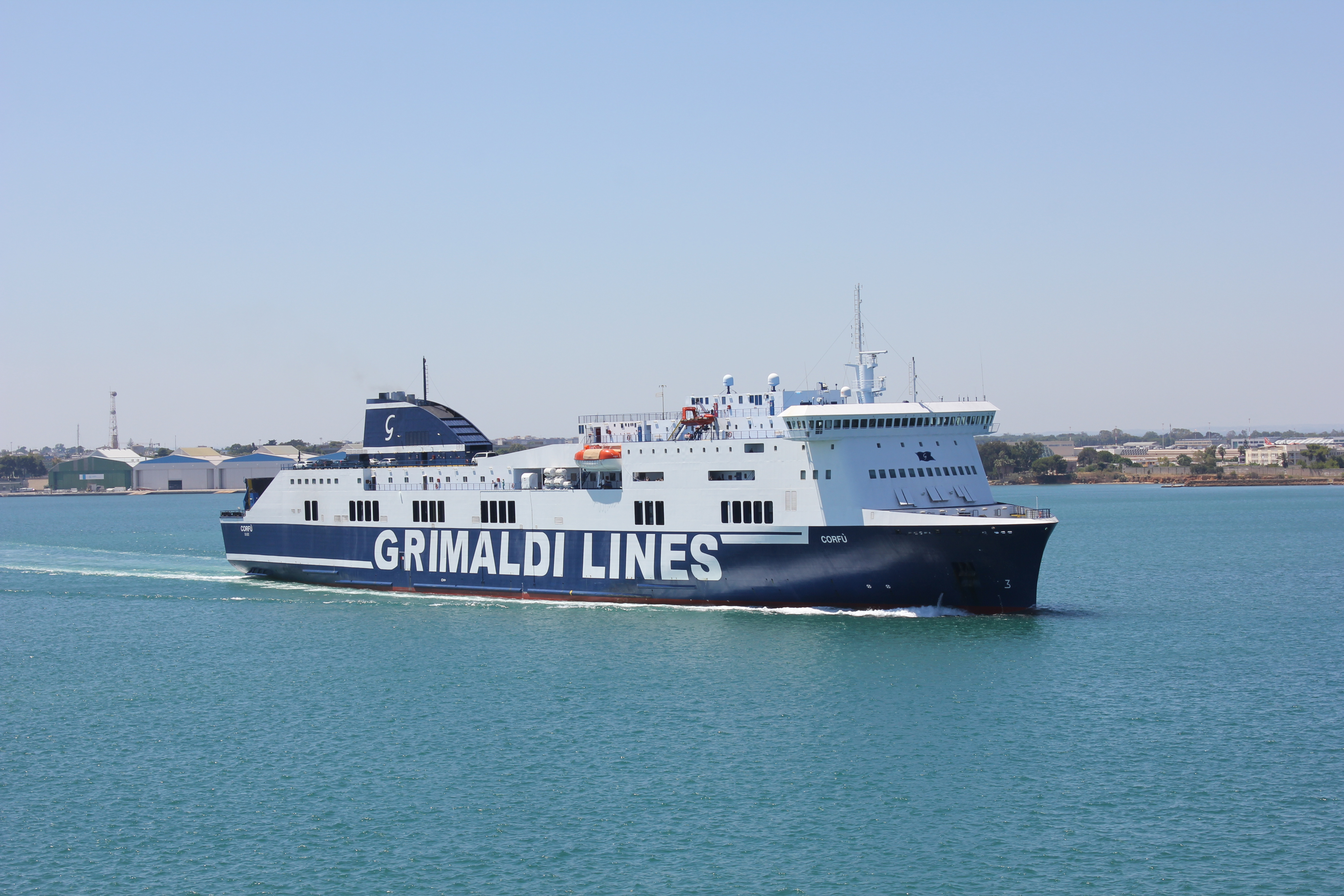
Il Corfù in partenza da Brindisi.

Nel 1947 i fratelli Guido, Luigi, Mario, Aldo e Ugo Grimaldi, nipoti dell'armatore Achille Lauro, fondano una compagnia di navigazione, la "Fratelli Grimaldi", con lo scopo di entrare nel settore dei trasporti navali nell'Oceano Atlantico. La flotta viene costruita acquistando navi da carico usate, rilevate a basso costo e riallestite senza stravolgimenti per poter trasportare emigranti e rifugiati verso l'America. La prima nave a entrare nella flotta è il piroscafo Ruahine, acquisito da un armatore neozelandese nel gennaio 1949 e ribattezzato Auriga, che viene inserito nei collegamenti fra l'Italia e l'America centrale. Nello stesso anno viene acquistato l'Urania II, a cui fanno seguito le unità Centauro e Lucania, entrambe acquisite nel 1951.
Nel 1955, con l'acquisto dei traghetti Irpinia e Ascania, la compagnia inizia a investire sulla qualità delle navi, mentre l'offerta commerciale comincia ad allargarsi includendo anche collegamenti con l'America del Nord e del Sud. Nel 1956 entra nella flotta il Venezuela, che può trasportare fino a 1500 passeggeri, sostituito nel 1965 dal Caribia. Nel 1970 la compagnia stringe un accordo con la casa automobilistica italiana FIAT per il trasporto delle automobili costruite nei siti produttivi italiani e destinate alla Gran Bretagna. Da quel momento la compagnia si interessa sempre di più al traffico di merci ed espande i suoi interessi a varie zone del mondo. Nel 1983 viene acquistata la nave da crociera Ausonia e la compagnia lancia il marchio "Ausonia Crociere", con il quale opera nel settore crocieristico fino al 1996.
Negli anni novanta del Novecento la compagnia, che nel tempo è cresciuta moltissimo per dimensioni e volume d'affari e ha diversificato la propria offerta, viene riorganizzata attorno al "Gruppo Grimaldi". 
Nel 1998 viene acquistata la compagnia italiana GrandFerry e le sue succursali, SicilFerry e SardFerry, inglobando nella flotta le due navi, il Freccia Blu e il Freccia Rossa, che viene subito ceduto alla Moby Lines e ribattezzato Moby Gum.
Nel 2000 nasce il marchio "Grimaldi Ferries", creato per identificare la compagnia di navigazione di proprietà del gruppo dedicata al trasporto di passeggeri e merci a basso costo nel solo Mar Mediterraneo. La compagnia dispone inizialmente di due navi, la Freccia Blu, già di proprietà del Gruppo Grimaldi dal 1998, e la Porto Cardo acquistata dalla Méridionale e ribattezzata Malta Express nel 1999, impiegate nei collegamenti fra Italia, Spagna e Malta. Nel 2003 la flotta si amplia con l'ingresso di due nuove unità, l'Eurostar Valencia e l'Eurostar Salerno, commissionate due anni prima al Cantiere Navale Visentini di Porto Viro; contestualmente vengono aggiunti nuovi collegamenti fra i porti dell'Italia peninsulare, della Sicilia e della Tunisia.
Da subito Grimaldi Ferries riscuote un buon successo e già nel 2004 torna a investire nella flotta, acquistando dall'operatore greco Superfast Ferries il traghetto Superfast I, che prende il nome di Eurostar Roma. L'anno seguente viene acquistato dall'ellenica Minoan Lines il moderno traghetto Prometheus, che viene ribattezzato Eurostar Barcelona. Fra il 2005 e il 2006 entrano in servizio le prime unità della classe Eurocargo, un gruppo di sei navi da carico acquisite da diverse compagnie e dedicate esclusivamente al trasporto di merci. Nel frattempo, il nome Grimaldi Ferries viene abbandonato in favore di "Grimaldi Lines". Il servizio di trasporto passeggeri viene ulteriormente rafforzato nel 2007 con l'ingresso nella flotta del traghetto Golfo Aranci, che viene ribattezzato Florencia, prelevato dall'italiana Moby Lines.
Nel 2008 entrano in servizio due unità di nuovissima concezione, la Cruise Roma e la Cruise Barcelona, costruite dal cantiere navale Fincantieri di Castellammare di Stabia e note in quel tempo per essere i traghetti in stile "ro-pax" più grandi al mondo, con una lunghezza di 225 metri e una stazza di 53.000 tonnellate. Le nuove navi consentono a Grimaldi Lines di elevare sensibilmente la qualità del servizio offerto e di coprire nuove rotte, inserendosi stabilmente nei collegamenti fra la Penisola italiana e la Sardegna e successivamente anche fra Spagna e Marocco. Nel 2010 la compagnia rileva da Minoan Lines il traghetto Ikarus Palace, portando a otto il numero di navi dedicate al servizio di trasporto passeggeri, mentre a partire dall'anno seguente Grimaldi Lines collega i porti italiani anche alla Grecia. Fra il 2010 e il 2015 entrano nella flotta ben sedici ulteriori unità della classe Eurocargo insieme a tre unità della serie Euroferry, tutte dedicate al trasporto di merci, ambito nel quale la compagnia ha aumentato considerevolmente il raggio d'azione nel corso degli anni.
Con l'intento di potenziare i collegamenti con la Sardegna, nel 2016 viene acquistata da un armatore statunitense la nave traghetto Bimini Superfast, che viene ribattezzata Cruise Olbia. Nel 2018 vengono concluse ben tre acquisizioni: entrano nella flotta di Grimaldi Lines il Cruise Bonaria, precedentemente noleggiata da Minoan Lines (società nel frattempo entrata nel gruppo Grimaldi) a Tirrenia CIN con il nome di Bonaria, il Cruise Ausonia, anteriormente Superfast XII per Attica Ferries, e il Corfù, in precedenza Cartour Gamma per TTTLines. Dal 2019 la compagnia avvia un massiccio programma di riduzione del proprio impatto ambientale facendo installare scrubber, ossia sistemi di depurazione dei gas di scarico, su tutte le navi della flotta; le ammiraglie Cruise Roma e Cruise Barcelona vengono inoltre sottoposte a lavori di ristrutturazione, in occasione dei quali vengono allungate di trenta metri e dotate di batterie ricaricabili durante la navigazione, che forniscono l'alimentazione elettrica durante le soste nei porti in luogo dei generatori a gasolio. Sempre nel 2019 viene acquistata dalla compagnia spagnola Trasmediterránea la nave traghetto Ciudad De Cadiz, che viene ribattezzata Venezia.
Fra il 2020 e il 2022 entrano in servizio altre nove navi da carico commissionate al cantiere navale Jinling di Nanchino, in Cina, dotate di scrubber, pannelli solari e batterie per l'alimentazione elettrica in porto a emissioni zero. A fine 2020 il traghetto Cruise Bonaria viene ceduto a Minoan Lines in cambio del Knossos Palace, che ne prende il posto nella flotta e il nome. Nel febbraio 2021 entrano nella flotta di Grimaldi Lines altre due unità della Minoan Lines, la Cruise Europa e la Cruise Olympia, quest'ultima ribattezzata Cruise Sardegna. Nel 2022 viene acquistata dalla compagnia finlandese Finnlines (società del gruppo Grimaldi) la motonave Finnclipper, che viene rinominata Igoumenitsa; dopo due anni l'unità viene ceduta e sostituita dalla più capiente Europalink, anch'essa proveniente da Finnlines.

## Flotta

### Flotta passeggeri
| Tipo              | Traghetto        | Foto          | Lunghezza (metri) | Larghezza (metri) | Stazza t.s.l. | Velocità (in nodi) | Passeggeri | Auto / Carico merci (metri lineari) | Anno e cantiere di costruzione         | Note                                                                         |
| ----------------- | ---------------- | ------------- | ----------------- | ----------------- | ------------- | ------------------ | ---------- | ----------------------------------- | -------------------------------------- | ---------------------------------------------------------------------------- |
| Fast Cruise Ferry | Cruise Roma      |               | 254               | 30                | 63.752        | 29                 | 3 500      | 215 / 3050                          | 2007 Fincantieri, Italia               |                                                                              |
| Fast Cruise Ferry | Cruise Barcelona |               | 254               | 30                | 63.752        | 29                 | 3 500      | 215 / 3050                          | 2008 Fincantieri, Italia               |                                                                              |
| Fast Cruise Ferry | Cruise Europa    |               | 225               | 30                | 54.310        | 29                 | 2 850      | 190 / 2850                          | 2009 Fincantieri, Italia               |                                                                              |
| Fast Cruise Ferry | Cruise Sardegna  |               | 225               | 30                | 54.310        | 29                 | 2 850      | 190 / 2850                          | 2010 Fincantieri, Italia               |                                                                              |
| Fast Cruise Ferry | Cruise Bonaria   |               | 214               | 26,4              | 37.482        | 31.6               | 2 200      | 660 / 1500                          | 2000 Fincantieri, Italia               | In inverno sostituisce le navi che si recano in cantiere a Yalova in Turchia |
| Fast Cruise Ferry | Kydon Palace     |               | 214               | 26,4              | 37.482        | 31.6               | 2 200      | 660 / 1500                          | 2001 Fincantieri, Italia               |                                                                              |
| Fast Cruise Ferry | Zeus Palace      |               | 212               | 25                | 31.730        | 29                 | 2 300      | 1000 / 2000                         | 2000 Geoje, Corea del Sud              |                                                                              |
| Ro-Pax            | Cruise Ausonia   |               | 200               | 25                | 30.902        | 29                 | 1 639      | 653 / 1920                          | 2002 HDW Kiel, Germania                |                                                                              |
| Ro-Pax            | Europa Palace    | Europa Palace | 200               | 25                | 30.902        | 29                 | 1 639      | 653 / 1920                          | 2002 HDW Kiel, Germania                |                                                                              |
| Ro-Pax            | Corfù            |               | 186               | 26                | 27.552        | 23                 | 994        | 200 / 2275                          | 2006 Cantiere Navale Visentini, Italia |                                                                              |
| Ro-Pax            | Catania          |               | 186               | 26                | 26.000        | 23                 | 1 000      | 160 / 2250                          | 2003 Cantiere Navale Visentini, Italia |                                                                              |
| Ro-Pax            | Florencia        |               | 186               | 26                | 26.000        | 23                 | 1 000      | 160 / 2250                          | 2004 Cantiere Navale Visentini, Italia |                                                                              |
| Ro-Pax            | Venezia          |               | 186               | 26                | 26.000        | 23                 | 1 000      | 160 / 2250                          | 2004 Cantiere Navale Visentini, Italia |                                                                              |
| Ro-Pax            | Europalink       |               | 219               | 30,5              | 46.124        | 22                 | 554        | ? / 4.200                           | 2007 Fincantieri, Italia               |                                                                              |

## Flotta del passato
| Tipo         | Traghetto          | Foto        | Numero IMO | Anni di servizio per Grimaldi Lines | Note                                                                                        |
| ------------ | ------------------ | ----------- | ---------- | --- | ------------------------------------------------------------------------------------------- |
| Ro-Ro        | Freccia Blu        |             | 7012466    | 1998-2002 | Demolito a Mumbai nel 2002 come Cia Blu                                                     |
| Ro-Ro        | Freccia Rossa      | 6930726     | 1998       | Entrata in flotta con l'acquisizione della GrandFerry, verrà subito ceduta alla Moby e ribattezzata Moby Gum. Demolita nel 2004 come Moby G. |                                                                                             |
| Ro Pax       | Malta Express      |             | 7902726    | 1999-2006 | Demolito nel 2022 come Trans-Asia 1.                                                        |
| Ro Pax       | Eurostar Valencia  |             | 9264312    | 2003-2014 | Sorrento (2006-2014) Demolito nel 2016 a seguito dei danni riportati a causa di un incendio |
| Cruise Ferry | Eurostar Roma      |             | 9086588    | 2004-2008 | Dal 2008 Skania per Unity Line                                                              |
| Ro-Pax       | Euroferry Brindisi |             | 9010814    | 2013-2014 | Dal 2014 Mazovia per Polferries                                                             |
| Ro-Pax       | Euroferry Olympia  |             | 9010175    | 2013-2022 | Demolita ad Aliağa nel 2023                                                                 |
| Ro-Pax       | Euroferry Egnazia  |             | 9010151    | 2014-2022 | Dal 2024 Alcudia Express per United Marittime Egypt                                         |
| Ro-Pax       | Euroferry Corfù    |             | 9138006    | 2017-2018 | Dal 2018 Vizzavona per Corsica Linea                                                        |
| Cruise-Ferry | Cruise Bonaria     |             | 9220330    | 2018-2020 | Dal 2020 Knossos Palace per Grimaldi Minoan Lines                                           |
| Cruise-Ferry | Cruise Smeralda    |             | 9144811    | 2010 - 2023 | Dal 2023 AF Mia per Adria Ferries.                                                          |
| Cruise-Ferry | Igoumenitsa        | Igoumenitsa | 9137997    | 2019 - 2024 | Dal 2024 Ciudad de Soller per Trasmed Grimaldi Logistics España                             |

## Rotte effettuate

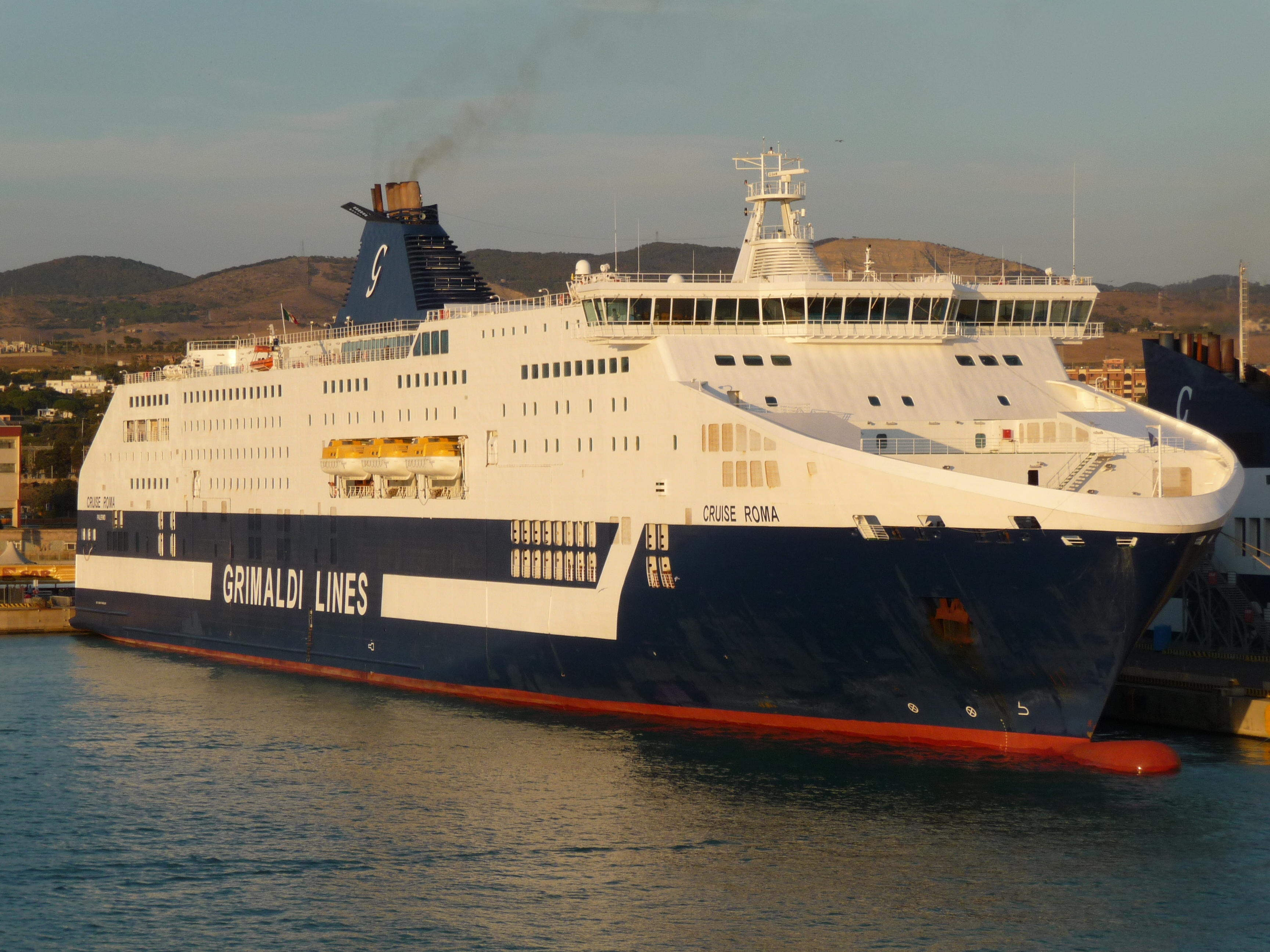
Il Cruise Roma nel porto di Civitavecchia, prima dell'allungamento e del cambio di livrea.

### Spagna
| Linea                                     | Nave                           | Note |
| ----------------------------------------- | ------------------------------ | ---- |
| Civitavecchia ↔ Porto Torres ↔ Barcellona | Cruise Roma / Cruise Barcelona |      |

### Tunisia
| Linea                      | Tempo | Nave    | Frequenza   |
| -------------------------- | ----- | ------- | ----------- |
| Civitavecchia ↔ Tunisi     | 19 h  | Catania | Settimanale |
| Salerno ↔ Palermo ↔ Tunisi | 22 h  | Catania | Settimanale |

### Grecia
| Linea                  | Tempo     | Nave                      | Frequenza                 |
| ---------------------- | --------- | ------------------------- | ------------------------- |
| Brindisi ↔ Igoumenitsa | 9 h       | Europalink / Kydon Palace | giornaliera               |
| Brindisi ↔ Corfù       | 8 h       | Europalink / Kydon Palace | attiva nel periodo estivo |
| Ancona ↔ Igoumenitsa   | 21 h 30 m | Venezia / Florencia       |                           |
| Ancona ↔ Corfù         | 20 h      | Venezia / Florencia       | attiva nel periodo estivo |

### Sardegna
| Linea                        | Tempo       | Nave                            | Frequenza |
| ---------------------------- | ----------- | ------------------------------- | --- |
| Porto Torres ↔ Civitavecchia | 7 h 15 min  | Cruise Barcelona / Cruise Roma  | bisettimanale (dal 10 settembre 10 giugno) trisettimanale (dall'11 giugno al 6 luglio) pentasettimanale (dal 9 luglio al 9 settembre)                                   |
| Porto Torres ↔ Barcellona    | 11 h 45 min | Cruise Barcelona / Cruise Roma  | bisettimanale (dal 10 settembre 10 giugno) trisettimanale (dall'11 giugno al 6 luglio) pentasettimanale (dal 9 luglio al 9 settembre)                                   |
| Olbia ↔ Livorno              | 9 h         | Cruise Sardegna / Cruise Europa | plurigiornaliera (lunedì, martedì, mercoledì, giovedì, venerdì) giornaliera (sabato e domenica) (Attualmente operata da Zeus Palace in sostituzione di Cruise Sardegna) |
| Olbia ↔ Civitavecchia        | 6 h 30 min  | Cruise Bonaria                  | attiva nel periodo estivo |
| Cagliari ↔ Napoli            | 15 h        | Europa Palace                   | trisettimanale |
| Cagliari ↔ Palermo           | 12 h        | Europa Palace                   | settimanale |
| Arbatax ↔ Civitavecchia      | 9 h         | Cruise Bonaria                  | bisettimanale |
| Cagliari ↔ Civitavecchia     | 13 h / 15 h | Cruise Bonaria                  | trisettimanale |

### Sicilia
| Linea              | Tempo | Traghetto      | Frequenza      | Note |
| ------------------ | ----- | -------------- | -------------- | ---- |
| Palermo ↔ Livorno  | 19 h  | Cruise Ausonia | trisettimanale |      |
| Palermo ↔ Salerno  | 11 h  | Catania        | bisettimanale  |      |
| Cagliari ↔ Palermo | 12 h  | Europa Palace  | settimanale    |      |
| Palermo ↔ Napoli   | 10 h  | Zeus Palace    | trisettimanale |      |